# Щасливий Ельф
Щасливий Ельф — мультфільм 2005 року.

## Сюжет
Скоро Новий Рік! У володіннях Санта Клауса кипить складна робота: турботливі ельфи заготовляють подарунки для слухняних хлопчиків і дівчаток. Найвеселіший в світі ельф на ім'я Юбі випадково дізнався, що в місті Сумновілі у всіх дітей погана поведінка. А Санта цього не любить, і може залишити хуліганів без подарунків. Юбі поспішає на допомогу! Печаль і тугу він перетворить на радість і щастя. Адже Юбі найвеселіший в світі ельф.